# Conferencia Mundial sobre los Pueblos Indígenas
La Conferencia Mundial sobre los Pueblos Indígenas fue una reunión plenaria de alto nivel de la Asamblea General de las Naciones Unidas que tuvo lugar el 22 y 23 de septiembre de 2014 en Nueva York, Estados Unidos.

## La Conferencia Mundial sobre los Pueblos Indígenas
El 21 de diciembre de 2010 la Asamblea General de las Naciones Unidas en la Resolución 65/198 "decide organizar una reunión plenaria de alto nivel de la Asamblea General, que recibirá el nombre de Conferencia Mundial sobre los Pueblos Indígenas y se celebrará en 2014".
El 17 de septiembre de 2012 la Asamblea General de las Naciones Unidas en la Resolución 66/296 "decide que la reunión plenaria de alto nivel de la Asamblea General, que se conocerá como Conferencia Mundial sobre los Pueblos Indígenas, se celebre el
22 de septiembre de 2014 y en la tarde del 23 de septiembre de 2014 en Nueva York".

- Documento final
- Discursos: texto y audio
- Programa completo en inglés
- Comunicado de prensa
La Primera Conferencia Mundial sobre los Pueblos Indígenas tendrá lugar el 22 y 23 de septiembre de 2014. Esta reunión es una oportunidad para compartir puntos de vista y mejores prácticas en cuanto a que se hagan efectivos los derechos de los pueblos indígenas, incluyendo la consecución de los objetivos de la Declaración de las Naciones Unidas sobre los Derechos de los Pueblos Indígenas.

Organización de las Naciones Unidas